# Cerkev sv. Mihaela, Šmihel (Nova Gorica)
Cerkev sv. Mihaela v Šmihelu nad Ozeljanom oz. pri Gorici je podružnica župnije v Šempasu in eden pomembnejših kulturnih in umetnostnih spomenikov na Goriškem. Cerkev stoji na zelo slikoviti legi sredi Šmihela nad Ozeljanom na pobočju Trnovske planote.

### Zgodovina
Kraj se prvič omenja leta 1470 kot »sredi gore« (»in media montes«), cerkev pa leta 1471. Leta 2021 je kraj praznoval 550. letnico prve omembe, ko je občina Nova Gorica namenila tudi sredstva za delno obnovo srednjeveških poslikav v cerkvi.

#### Stavbna zgodovina
Glede na slogovne značilnosti in prvo omembo leta 1471 je bila cerkev verjetno sezidana ok. leta 1470. Takrat je nastal današnji gotski prezbiterij z dvojno paralelnim rebrastim obokom, prvotna enojna ladja pa je bila krita z ravnim lesenim stropom – potek stropa orisuje ohranjena poslikava na ladijskem delu slavoločne stene. Na zahodni fasadi je bil takrat samo bogato profiliran glavni portal, danes skrit v pritličju zvonika, in nad njim okence v obliki četverolista, ki je vidno v nadstropju zvonika. Visoka kamnoseška kakovost sklepnikov, predvsem rozet, kaže na sodelovanje ene takrat najpomembnejših stavbarskih delavnic na Slovenskem – delavnice oboka župnijske cerkve v Kranju.  
Cerkev je kasneje, verjetno v 18. stoletju, dobila zvonik in zakristijo, v današnjo dvoladijsko pa je bila z rušitvijo severne stene povečana leta 1911 (po nekaterih podatkih sicer mogoče že leta 1870).

### Oprema
Glavni okras cerkve predstavljajo poznosrednjeveške poslikave v oltarnem prostoru in na ladijskem delu slavoločne stene ter dva kamnita baročna oltarja, pri čemer je v tronu velikega oltarja še ohranjen poznosrednjeveški kip sv. Mihaela.  
Freske, ki prekrivajo skoraj celotni oltarni prostor (delno so bile uničene s prebitjem portala v zakristijo na severni steni) in bolj fragmentarno ladijski del slavoločne stene, so na podlagi sloga datirane v zadnjo četrtino 15. stoletja – po gradnji cerkve ok. leta 1470 in pred letom 1500. Grb na sklepniku nad velikim oltarjem pripada goriškim grofom, ki izumrejo leta 1500, ni pa še dodan grb njihovih dedičev Habsburžanov. Poslikave sodijo v okvir obsežne delavnice suško-bodeško-prileške skupine, ki je od sredine 15. stoletja delovala predvsem na Gorenjskem in se ob koncu stoletja premaknila na današnjo zahodno mejo z Italijo (predvsem v Posočje in Beneško Slovenijo). 
Ikonografski koncept poslikave oltarnega prostora sledi sistemu »kranjskega prezbiterija«: na stenah so naslikani apostoli, na stropu Kristus med simboli evangelistov, cerkvenimi očeti in angeli, lahko pa so jim dodani tudi drugi prizori – v Šmihelu so to: molitev na Oljski gori, sv. Mihael, Sv. Trojica v obliki Prestola milosti, sv. Florijan, Marija z detetom in več drugih svetnic in svetnikov. Na slavoločni steni je ohranjena Kajnova in Abelova daritev ter fragmentarno Oznanjenje Mariji: nadangel Gabrijel je na levi, od Marije je ohranjen samo spodnji del oblačila, pod njo je bil naslikan še neznani svetnik. 
Veliki oltar je glede na letnico na hrbtni strani nastal leta 1711, v tronu pa ima poznogotski kip sv. Mihaela iz ok. leta 1500. V osnovi prav tako baročni stranski oltar je posvečen sv. Blažu.